# Goodenia pedicellata
Goodenia pedicellata är en tvåhjärtbladig växtart som beskrevs av L.W.Sage och K.W.Dixon. Goodenia pedicellata ingår i släktet Goodenia och familjen Goodeniaceae. Inga underarter finns listade i Catalogue of Life.